# Чеві-Чейз (містечко, Меріленд)
Чеві-Чейз (англ. Chevy Chase) — місто (англ. town) в США, в окрузі Монтгомері штату Меріленд. Населення — 2904 особи (2020).

## Географія
Чеві-Чейз розташоване за координатами 38°58′55″ пн. ш. 77°4′59″ зх. д. / 38.98194° пн. ш. 77.08306° зх. д. (38.981898, -77.083156).  За даними Бюро перепису населення США в 2010 році місто мало площу 1,22 км², уся площа — суходіл.

## Демографія
Згідно з переписом 2010 року, у місті мешкали 2824 особи в 1003 домогосподарствах у складі 835 родин. Густота населення становила 2322 особи/км².  Було 1042 помешкання (857/км²).
Расовий склад населення:
| - 92,1 % — білих - 3,9 % — азіатів - 1,0 % — чорних або афроамериканців - 0,1 % — корінних американців |

До двох чи більше рас належало 2,2 %. Частка іспаномовних становила 4,7 % від усіх жителів.
За віковим діапазоном населення розподілялося таким чином: 27,5 % — особи молодші 18 років, 58,1 % — особи у віці 18—64 років, 14,4 % — особи у віці 65 років та старші. Медіана віку мешканця становила 46,3 року. На 100 осіб жіночої статі у місті припадало 92,5 чоловіків;  на 100 жінок у віці від 18 років та старших — 88,7 чоловіків також старших 18 років.
Медіана доходів становила 187 273 долари для чоловіків та 147 250 доларів для жінок. За межею бідності перебувало 0,6 % осіб, у тому числі 0,0 % дітей у віці до 18 років та 1,7 % осіб у віці 65 років та старших.
Цивільне працевлаштоване населення становило 1487 осіб. Основні галузі зайнятості: науковці, спеціалісти, менеджери — 28,4 %, освіта, охорона здоров'я та соціальна допомога — 18,0 %, публічна адміністрація — 16,3 %.